# Heinrich von Groitzsch
Markgraf Heinrich von Groitzsch (* um 1090; † 31. Dezember 1135 in Mainz) war Graf von Groitzsch und ab 1131, als Heinrich III., Markgraf der Lausitz. Er war der zweite Sohn des Wiprecht von Groitzsch und der Judith von Böhmen. Er entstammte der Familie der Grafen von Groitzsch.

## Leben
Er wurde 1124 nach dem Tod seines Vaters Burggraf von Magdeburg sowie 1131 Markgraf der Lausitz und Vogt des Klosters Neuwerk in Halle. Als Markgraf von Meißen konnte sich Heinrich nicht durchsetzen, dort kamen mit Konrad I. die Wettiner erneut an die Macht.
Heinrich war mit Bertha von Gelnhausen, (auch: von Glizberg = Kunitzburg) verheiratet († nach 1137). Sie war eine Tochter des unter den Stifterfiguren im Naumburger Dom dargestellten Grafen Dietmar von Selbold-Gelnhausen, aus dem Adelsgeschlecht der Reginbodonen. Heinrich und Bertha stifteten 1133 das Kloster Bürgel. Aus der Ehe mit Bertha gingen keine Kinder hervor.
| Vorgänger   | Amt                            | Nachfolger |
| ----------- | ------------------------------ | ---------- |
| Albrecht I. | Markgraf der Lausitz 1131–1135 | Konrad I.  |

| Personendaten    | Personendaten          |
| ---------------- | ---------------------- |
| NAME             | Heinrich von Groitzsch |
| ALTERNATIVNAMEN  | Heinrich III.          |
| KURZBESCHREIBUNG | Markgraf der Lausitz   |
| GEBURTSDATUM     | um 1090                |
| STERBEDATUM      | 31. Dezember 1135      |
| STERBEORT        | Mainz                  |